# A Jazzman's Blues
Pour plus de détails, voir Fiche technique et Distribution.
A Jazzman's Blues est un film américain écrit, produit et réalisé par Tyler Perry, sorti en 2022. Le film met en vedette Joshua Boone, Amirah Vann, Solea Pfeiffer, Austin Scott et Ryan Eggold.
A Jazzman's Blues a été présenté en avant-première au Festival international du film de Toronto le 11 septembre 2022 et est sorti le 23 septembre 2022 sur Netflix.

## Synopsis
C'est l'histoire d'un amour interdit et d'un drame familial dévoilant quarante ans de secrets et qui se situe dans le Sud profond des États-Unis. Deux adolescents, Bayou et Leanne, tombent amoureux mais sont séparés en raison de la désapprobation de la famille de Leanne. Des années plus tard, ils se retrouvent mais découvrent que leur situation a changé : Leanne est mariée au frère d'un shérif et se fait passer pour blanche, et Bayou aide sa mère à gérer un juke-joint prospère.
Lorsque la mère de Leanne les découvre ensemble, elle ment au shérif en affirmant que c'est Bayou qui a interpellé Leanne. Pour échapper à la police, Bayou est emmené avec son frère, Willie Earl et son manager, Ira, à Chicago où il connaîtra un succès inattendu au Capital Royal Club. Malgré son succès, il est incapable d'oublier Leanne et dès qu'il apprend qu'elle va avoir un enfant, il planifie de retourner pendant une nuit au juke-joint de sa mère pour la sauver.
Sous prétexte de revenir pour aider à relancer le juke-joint de sa mère, Bayou retourne en Géorgie. Willie Earl, jaloux du succès de son frère, prévient le shérif du retour en ville de Bayou. À peine Bayou a-t-il retrouvé Leanne et leur bébé, qu'une foule se présente pour trouver et tabasser Bayou.
En 1987, la mère de Bayou désormais âgée, Hattie May, va demander justice quarante ans après, remettant les nombreuses lettres de Bayou à son fils. En les lisant, il se rend compte que sa mère a gardé sa lignée secrète pendant toutes ces années. Le fils de Bayou doit maintenant faire face à la vérité sur sa naissance.

## Distribution
- Joshua Boone (VF : Baptiste Marc) : Bayou Boyd
- Amirah Vann (VF : Daria Levannier) : Hattie Mae Boyd
- Solea Pfeiffer (VF : Aurélie Konaté) : Leanne Harper
- Austin Scott (VF : Juan Llorca) : Willie Earl Boyd
- Ryan Eggold (VF : Patrick Mancini) : Ira
- Brent Antonello (VF : Marc Arnaud) : John
- Brad Benedict (VF : Thomas Roditi) : le shérif Jackson
- Milauna Jemai Jackson (VF : Corinne Wellong) : Citsy
- Lana Young (VF : Géraldine Asselin) : Ethel
- E.Roger Mitchell (VF : Daniel Njo Lobé) : Buster
- Kario Marcel (VF : Julien Allouf) : Jonathan
- Corey Champagne (VF : Julien Meunier) : LeRoy

 Source et légende : version française (VF) sur RS Doublage et carton du doublage français.

## Production
Le 23 mars 2021, il a été annoncé que Tyler Perry réaliserait le film A Jazzman's Blues pour Netflix, avec Joshua Boone et Solea Pfeiffer dans les rôles principaux. Le 7 mai 2021, Brent Antonello, Brad Benedict, Ryan Eggold, Milauna Jemai Jackson, Kario Marcel, Austin Scott, Amirah Vann et Lana Young ont rejoint le casting du film.
Perry a écrit son premier scénario en 1995. Lionsgate a acquis les droits du film en novembre 2006 avec l'intention de commencer la production l'été suivant.
Le tournage a commencé le 5 mai 2021 et s'est terminé le 2 juin. Le tournage a eu lieu à Savannah, en Géorgie, et aux studios Tyler Perry à Atlanta,, . La musique du film a été composée par Aaron Zigman, qui a signé plusieurs des films précédents de Perry.

## Sortie
Le film a été présenté en avant-première au Festival international du film de Toronto le 11 septembre 2022 et est sorti sur Netflix le 23 septembre 2022,.

## Critique
Sur le site Rotten Tomatoes, 70% des 30 critiques sont positive, avec une note moyenne de 5.9/10. Sur Metacritic, le film a une note moyenne de 65 sur 100 basé sur 11 critiques, ce qui indique "des critiques généralement favorables".